# مرجان برگی
مرجان برگی(نام علمی: Pavona cactus) نام یک گونه از راسته مرجان‌های سنگی است.